# Black Kettle

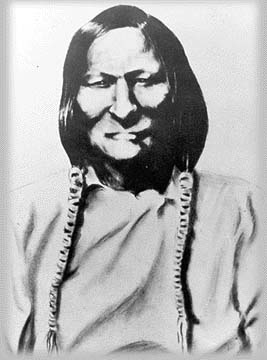
Black Kettle

Make-ta-vatah, auch Motavato oder Moxtaveto, bekannt als Black Kettle (* um 1803 nahe den Black Hills, South Dakota; † 27. November 1868) war Häuptling der Südlichen Cheyenne. Am 18. Februar 1861 unterzeichnete er mit anderen Indianern den Vertrag von Fort Wise, am 14. Oktober 1865 denjenigen von Little Arkansas und am 16. Oktober 1867 den von Medicine Lodge Creek.
Gemeinsam mit Lean Bear besuchte er 1863 Präsident Abraham Lincoln in Washington, D.C. Am 29. November 1864 überfiel Colonel John M. Chivington mit der Colorado Miliz, den Regimentern der 1. und 3. Colorado Kavallerie sowie der 1. New Mexico Freiwilligen-Miliz das Zeltdorf von Black Kettle und White Antelope am Sand Creek River, zwischen den heutigen Orten Firstview und Brandon, Kiowa County (Colorado), und ermordete ca. 150 Bewohner des Dorfes, die meisten Opfer waren Frauen und Kinder. Alle Ermordeten wurden skalpiert und verstümmelt. Bei diesem Vorfall, der als Sand-Creek-Massaker in die Geschichte einging, verlor auch Häuptling White Antelope sein Leben. Black Kettle entkam. Er starb am 27. November 1868 bei einem weiteren Überfall der Weißen auf sein Zeltdorf, diesmal am Washita River, Roger Mills County (Oklahoma). Dieser Überfall wurde vom 7. Kavallerie-Regiment unter Oberstleutnant (Lieutenant Colonel) George Armstrong Custer verübt. Black Kettle starb zusammen mit etwa 100 Cheyenne, auch bei diesem Massaker waren die meisten Opfer Frauen und Kinder.